# Ciné défis extrêmes
Vous pouvez aider à l'améliorer ou bien discuter des problèmes sur sa page de discussion.
- Il peut contenir un travail inédit ou des déclarations non vérifiées. Vous pouvez l’améliorer en ajoutant des références. (Marqué depuis aout 2024)

Vous pouvez aider à l'améliorer ou bien discuter des problèmes sur sa page de discussion.
- Il ne cite pas suffisamment ses sources. Vous pouvez indiquer les passages à sourcer avec {{référence nécessaire}} ou {{Référence souhaitée}}, et inclure les références utiles en les liant aux notes de bas de page. (Marqué depuis janvier 2022)
- Certaines de ses couleurs nuisent à son accessibilité et ne respectent pas la charte graphique. Les couleurs ne sont pas interdites, mais il est conseillé d'en faire un usage modéré qui respecte les normes d'accessibilité. (Marqué depuis aout 2024)
- Son texte doit être wikifié : il ne correspond pas à la mise en forme Wikipédia (style, typographie, liens internes, liens entre les wikis, etc.). (Marqué depuis juillet 2025)

- Archive Wikiwix
- Bing
- Cairn
- DuckDuckGo
- E. Universalis
- Gallica
- Google
- G. Books
- G. News
- G. Scholar
- Persée
- Qwant
- (zh) Baidu
- (ru) Yandex
- (wd) trouver des œuvres sur Wikidata

Chronologie
L'île des défis extrêmes La Tournée mondiale
Défis extrêmes : Action ! (Total Drama Action) ou Ciné défis extrêmes au France est la deuxième saison de la série télévisée d'animation canadienne créée par Jennifer Pertsch et Tom McGillis et diffusée entre le 11 janvier et le 10 décembre 2009 (épisode spécial le 10 juin 2010) sur Teletoon et Télétoon.
Il s'agit de la suite de L'île des défis extrêmes. Brigitte et J.F., couple emblématique de la série, présentent leur propre émission lors de cette saison.

## Synopsis
Le gagnant de la première saison, Gontran, a remis en jeu son prix de 100 000 $ pour un défi (auquel tous les concurrents ont participé) dans lequel le gagnant recevrait 1 million de dollars. Mais la précieuse somme tombe dans la gueule d'un requin après une situation qui a abouti à une égalité de 14 candidats. Le présentateur, Louis Mercier, décide donc de tourner une nouvelle émission de télé réalité avec les 14 concurrents arrivés à égalité pour que l'un d'eux puisse enfin gagner 1 million de dollars. Les participants arrivent alors dans un studio de cinéma abandonné à Montréal (Toronto, en Ontario dans la version originale), pour la nouvelle saison, intitulée Défis extrêmes : Action !. En raison de son emplacement, Louis annonce aux participants que les défis seraient basés sur les divers genres de films. La cantine est tenue par le Chef Albert comme la saison précédente.
- Après la double élimination de J.F. et Brigitte, un défi a déterminé les capitaines des deux équipes : Joëlle pour les Malins Machinistes (« Électros Barjots » en VF), Loïc pour les Régisseurs de l'enfer (« Bras cassés » en VF). Comme la saison précédente, l'équipe perdante devra éliminer un membre lors de la Cérémonie des trophées où Louis distribuera aux candidats des Louis d'or : des statuettes au chocolat à son effigie avec un emballage doré. Quant à celui qui ne recevra pas de Louis d'or, il devra passer sur le tapis rouge de la honte et monter dans la voiture balai. Dans l'épisode 13, Audrey arrive parmi les candidats après avoir gagné son procès contre l'émission. Les deux équipes sont dissoutes dans l'épisode 16.

Les finalistes de cette saison sont Berthe et Hugo. Le gagnant de la saison n'est pas le même dans chaque pays. Dans certains pays comme le Canada, le gagnant est choisi par les téléspectateurs par l'intermédiaire d'un vote sur le site officiel de la série, et dans d'autres, le gagnant est choisi au hasard par la chaîne de diffusion. Au Québec le gagnant officiel est Hugo, et en France, la gagnante officielle est Berthe.

### DEA: Entre-amis
Entre-amis ou Le Contre-choc Show en France (Aftermath en VO) sont des épisodes spéciaux qui ont lieu tous les six épisodes. Il s'agit d'une émission présentée par J.F. et Brigitte peu de temps après leur élimination. Lors d'Entre-amis, J.F. et Brigitte interviewent les candidats éliminés sur leur expérience de Défis extrêmes : Action !. Ils sont accompagnés par les anciens concurrents de la première saison qui ne sont pas qualifiés pour Défis extrêmes : Action ! (Ézékiel, Eva, Lucas, Katrine, Sandrine, Simon, Jordy et Audrey.). Entre-amis, J.F. et Brigitte interviewent les candidats éliminés sur leur expérience des Défis extrêmes : Action !. proposent plusieurs séquences tel que Les films jamais vu auparavant (qui montrent des scènes inédites des épisodes), Le Bêtisier royal deluxe (une compilation où l'on voit les concurrents qui sont blessés sérieusement) et La Vérité ou la Pâtée (les candidats sont bombardés de questions et s'ils mentent, divers objets leur tomberont dessus). Entre-amis sont également présent dans Défis extrêmes : La Tournée mondiale.

### Anecdotes
- Comme dévoilé dans l'épisode annexe de la première saison "L'île des défis extrêmes, extrêmes, extrêmes" la deuxième saison est tournée 2 jours seulement après la victoire de Gontran.
- Il s'agit de la seule saison durant laquelle les candidats sélectionnent leurs coéquipiers en effet, Joëlle et Loïc sont désignés capitaines des deux tribus alors qu'en 1ère, 2ème et 5ème saison (L'île de Pahkitew) l'animateur composait aléatoirement les effectifs tandis qu'en troisième saison c'est le résultat d'une épreuve mais aussi le hasard de Louis Mercier qui a constitué les 3 équipes. Dans la saison Les Étoiles des Défis extrêmes les anciens concurrents étaient répartis en fonction de leur réputation (Gentils ou Méchants).
- C'est également la seule saison où les membres du jury final votent pour élire le vainqueur. En effet les gagnants dans Défis extrêmes ne sont récompensés qu'après avoir triomphé d'une épreuve, généralement d'endurance.
- Audrey est celle qui se distingue avec 5 épreuves individuelles remportées dont 3 ex æquo avec Tania. Hugo gagnant de la saison possède 3 victoires à son palmarès tandis que chez les hommes c'est Berthe qui s'impose avec 5 victoires individuelles.

## Distribution

### Voix québécoises
- Widemir Normil : Chef / DJ
- Antoine Durand : Louis Mercier
- Julie Burroughs : Audrey
- Marika Lhoumeau : Berthe / Brigitte
- Élisabeth Lenormand : Édith
- Camille Cyr-Desmarais : Eva / Sandrine
- Hugolin Chevrette : Ezékiel / Simon
- Patrick Chouinard : Gontran
- Sébastien Rajotte : J.F.
- Geneviève Désilets : Joëlle
- Dominique Côté : Harold
- Benoît Éthier : Hugo
- Sébastien Delorme : Justin / Loïc
- Geneviève Cocke : Katrine / Tania
- Lorna Gordon : Leshawna
- Philippe Martin : Lucas / Jordy
- Viviane Pacal : Marilou
- Tristan Harvey : Charles
- Éveline Gélinas : Mélanie

 Source et légende : version québécoise (VQ) sur Doublage.qc.ca

### Voix belges francophones
- Jean-Michel Vovk : Chef Albert
- Laurent Vernin : Louis Mercier
- Prunelle Rulens : Audrey
- Dominique Wagner : Berthe
- Mélanie Dermont : Brigitte
- Claudio Dos Santos : DJ
- Cécile Florin : Édith
- Célia Torrens : Éva
- Pablo Hertsens : Ézekiel / Jordy
- Gauthier de Fauconval : Gontran
- Sébastien Hébrant : Harold
- Aurélien Ringelheim : Hugo
- Christophe Hespel : J.F.
- Nathalie Stas : Joëlle / la mère de DJ
- Mathieu Moreau : Justin
- Alice Ley : Katerine
- Annette Gatta : Leshawna
- Tony Beck : Loïc
- Alexandre Crépet : Lucas
- Alexandra Corréa : Marilou
- Élisabeth Guinand : Sandrine
- Antoni Lo Presti : Simon
- Véronique Fyon : Tania
- David Manet : Charles
- Angélique Leleux : Bérangère

Version Française : DUBBING BROTHERS
Adaptation : Thierry Renucci
Directrice de Plateau : Alice Ley

## Personnages
14 des 22 candidats originaux (plus Audrey qui arrive dans l'épisode Le Coffre et la Caisse) ont été sélectionnés pour participer à cette suite :
- Audrey (Courtney en VO)
- Berthe (Beth en VO)
- Brigitte (Bridgette en VO)
- DJ
- Édith (Izzy en VO)
- Gontran (Owen en VO)
- Harold
- Hugo (Duncan en VO)
- J.F. (Geoff en VO)
- Joëlle (Gwen en VO)
- Justin
- Leshawna
- Loïc (Trent en VO)
- Marilou (Heather en VO)
- Tania (Lindsay en VO)

7 des 22 concurrents n'ont pas été sélectionnés pour participer à la saison :
- Eva
- Ézékiel
- Jordy (Cody en VO)
- Katrine (Katie en VO)
- Lucas (Noah en VO)
- Sandrine (Sadie en VO)
- Simon (Tyler en VO)

### Équipes
| Équipe Régisseurs de l'enfer - Berthe - Édith - Gontran - Justin - Loïc - Tania - Audrey (Depuis l'épisode 13) | Équipe Malins Machinistes - DJ - Joëlle - Harold - Hugo - Leshawna - Marilou | Sans équipe - Brigitte - J.F. |

## Diffusion
| Saison | Épisodes | Pays       | Chaîne            | Diffusion du premier épisode | Diffusion du dernier épisode |
| 2      | 27       | Canada     | Teletoon/Télétoon | 11 janvier 2009              | 10 juin 2010                 |
| 2      | 27       | États-Unis | Cartoon Network   | 11 juin 2009                 | 6 avril 2010                 |
| 2      | 27       | France     | Canal+            | 27 janvier 2010              | 16 janvier 2011              |

## Épisode 1 et 2
Genre de film abordé :
Film de science-fiction

## Épisode 3
Genre de film abordé :
Drame (cinéma)

## Épisode 4
Genre de film abordé :
Teen movie

## Épisode 5
Genre de film abordé :
Western

## Épisode 6
Le 1er épisode d'Entre-amis une émission présentée par Brigitte et J.F. dans lequel les anciens éliminés reviennent sur leur parcours dans l'aventure.

## Épisode 7
Genre de film évoqué :
Prison

## Épisode 8
Genre de film abordé
Drame médical
Symptômes de la ratatinose flagadae et candidats touchés :
- Exanthème (DJ)
- Fièvre et Vomissement (Gontran)
- Colique (Marilou)
- Diarrhée (Tania)
- Bouffée de chaleur (Berthe)
- Herpès (Justin)
- Glossolalie (Édith)
- Cécité temporaire (Harold)

## Épisode 9
Genre de film abordé :
Film d'horreur

## Épisode 10
Genre de film abordé :
Film Catastrophe

## Épisode 11
Genre de film abordé :
Film de Guerre

## Épisode 12
Le 2ème épisode d'Entre-amis

## Épisode 13
Genre de film abordé :
Film de braquage

## Épisode 14
Genre de film abordé :
Film préhistorique

## Épisode 15
Liste de duels et sports pratiqués :
- Tania VS Harold (Boxe)
- Marilou VS Berthe (Badminton)
- Audrey VS Hugo (Lutte-gréco-romaine)
- Justin VS Leshawna (Basket)

## Épisode 16
Genre de film abordé :
Film d'espionnage

## Épisode  17
Genre de film abordé 
Film de Super-Héros

## Épisode 19
Genre de film abordé:
Les conte de fées

## Épisode 20
Genre de film abordé :
Les Biopics

## Épisode  21
Genre de film abordé :
Film policier

## Épisode  22
Genre de film abordé :
Kung Fu

## Épisode  23
Genre de film abordé :
Space Opera

## Épisode  24
Animaux et Propriétaires :
- Caméléon (Hugo)
- Requin (Audrey)
- Grizzli (Gontran)
- Raton Laveur (Berthe)

## Épisode  27
C'est un épisode annexe dans lequel nous suivons la retransmission des Célébrités au Microscope un talk-show. Dans ce programme il y est question de la Cérémonie des losers une remise de prix télévisuelle fictive pour laquelle le casting de Défis extrêmes est nommé.
On y apprend des potins sur les anciens candidats et faisons la rencontre de 3 nouveaux personnages :
- Mélanie co-animatrice des Célébrités au Microscope ;
- Sarah-Laurie blogueuse qui sert d'envoyée spéciale ;
- Alessandro un candidat originellement postulant pour une fausse saison Défis Extrêmes : Bête de Foire.
Les anciens candidats n'ayant pas gagné de trophée ils sont vus comme des has-been et prennent leur revanche en entamant une course poursuite à travers le Canada dans l'autobus.

## Classement
| Place       | Nom                               | Équipe                                      |             | Épisode                                                     | Raisons de l'élimination | Statut des équipes     |
| ----------- | --------------------------------- | ------------------------------------------- | ----------- | ----------------------------------------------------------- | --- | ---------------------- |
| 14e ex æquo | J.F.                              | Aucune                                      | Éliminé     | Alien : La resurrœuftion                                    | Ils n'arrêtaient pas de s'embrasser et comme il s'agissait d'une double élimination, ils ont été éliminés tous les deux. | Équipes non-formées    |
| 14e ex æquo | Brigitte                          | Aucune                                      | Éliminée    | Alien : La resurrœuftion                                    | Ils n'arrêtaient pas de s'embrasser et comme il s'agissait d'une double élimination, ils ont été éliminés tous les deux. | Équipes non-formées    |
| —           | Édith (Kaléïdoscope)              | Régisseurs de l'enfer                       | Éliminée    | Émeute sur le plateau ! Retour dans À l'ombre de Chefshank. | Le chef a formé une alliance illégale avec DJ et il a fait exprès de faire gagner son équipe. Édith a eu le plus de votes à cause de son jeu d'actrice et de son comportement décalé. | Équipes non-fusionnées |
| 13e         | Loïc                              | Régisseurs de l'enfer                       | Éliminé     | Les fous du Far-West                                        | Justin a écouté la conversation entre Loïc et Joëlle et a donc découvert que Loïc perdait les défis exprès pour elle. Les Régisseurs de l'enfer ont alors demandé des explications à Joëlle et elle leur a dit de voter contre Loïc afin de prouver leur séparation et couvrir ses arrières. | Équipes non-fusionnées |
| 12e         | Joëlle                            | Malins Machinistes                          | Éliminée    | À l'ombre de Chefshank                                      | Marilou a découvert le pacte entre les Régisseurs de l'enfer et elle donc elle s'est éliminé elle-même avec Leshawna, Harold et Marilou car elle a cassé une pelle sur sa tête pour ralentir son équipe.                                                                                     | Équipes non-fusionnées |
| 11e         | DJ                                | Malins Machinistes                          | Abandon     | Le Projet Sand Witch                                        | Ses remords à cause de son alliance illégale avec le chef l'on poussé a s'éliminer lui-même alors que son équipe avait pourtant gagné. | Équipes non-fusionnées |
| 10e         | Édith                             | Régisseurs de l'enfer                       | Éliminée    | Full Métal extrêmes                                         | Justin a utilisé son charme pour convaincre Tania et Berthe de sortir Édith car elle ne le trouvait pas attirant. | Équipes non-fusionnées |
| —           | Gontran                           | Régisseurs de l'enfer                       | Éliminé     | L'Inconnu de où déjà ? Retour dans Rock et Règles.          | Voulant éviter des procès supplémentaires, Louis a accordé à Audrey l'immunité individuelle mais malgré tous les avertissements, toute son équipe a voté contre elle. Leurs votes ne valant rien, seul celui d'Audrey a été décisif et il se trouve qu'elle a choisi Gontran.                | Équipes non-fusionnées |
| 9e          | Marilou                           | Malins Machinistes                          | Éliminée    | Amateurs de sport, bonsoir!                                 | Le numéro de Leshawna a convaincu Harold et Hugo de voter contre Marilou au lieu d'elle. | Équipes non-fusionnées |
| 8e          | Leshawna                          | Malins Machinistes                          | Éliminée    | Super Héros-ld                                              | Audrey a manipulé Harold pour qu'il vote contre elle, en plus de Hugo et Justin. | Équipes fusionnées     |
| 7e          | Justin                            | Régisseurs de l'enfer                       | Éliminé     | La Fierté d'une princesse                                   | Son amour soudain pour Audrey l'a rendu désagréable envers Harold et Hugo qui ont voté contre lui avec les autres. | Équipes fusionnées     |
| 6e          | Tania                             | Régisseurs de l'enfer                       | Éliminée    | Rock et Règles                                              | Elle voulait voter contre Hugo mais elle a été distraite par Berthe et a voté contre elle-même, en plus de Hugo et Audrey. | Équipes fusionnées     |
| 5e          | Harold                            | Malins Machinistes                          | Éliminé     | L'Odyssée du Gontran                                        | Il a découvert le secret de Gontran donc ce dernier a voté contre lui avec Hugo. Il avait également tué accidentellement la tarentule d'Hugo plus tôt dans l'épisode. | Équipes fusionnées     |
| 3e ex æquo  | Audrey                            | Régisseurs de l'enfer                       | Éliminée    | Pas si « bête » que ça                                      | Berthe a voté contre elle car elle représentait la plus grande menace ainsi que Hugo à cause de la lettre de 32 pages qu'elle lui a ordonné de lire. | Équipes fusionnées     |
| 3e ex æquo  | Gontran                           | Régisseurs de l'enfer                       | Disqualifié | Pas si « bête » que ça                                      | Il était la taupe de la production et les avocats d'Audrey l'ont découvert donc il s'est fait virer au même moment qu'Audrey s'est fait éliminer. | Équipes fusionnées     |
| 2e          | Berthe ou Hugo (selon la version) | Régisseurs de l'enfer ou Malins Machinistes | Deuxième    | Entre-amis 4                                                | Elle a obtenu moins de votes que Hugo de la part des candidats éliminés. Seconde au Québec. Fin Alternative : Elle a obtenu plus de votes que Hugo de la part des autres candidats éliminés et a remporté le million de dollars.                                                             | Équipes fusionnées     |
| 1er         | Hugo ou Berthe (selon la version) | Malins Machinistes ou Régisseurs de l'enfer | Vainqueur   | Entre-amis 4                                                | Il a obtenu plus de votes de la part des candidats éliminés et remporte le million de dollars. Fin Alternative : Il a obtenu moins de votes que Berthe de la part des autres candidats éliminés.                                                                                             | Équipes fusionnées     |

### Résultats
(juillet 2020).
| Place | Nom      | Épisode 1 | Épisode 2 | Épisode 3 | Épisode 4 | Épisode 5 | Épisode 7 | Épisode 8 | Épisode 9 | Épisode 10 | Épisode 11 | Épisode 13 | Épisode 14 | Épisode 15 | Épisode 16 | Épisode 17 | Épisode 19 | Épisode 20 | Épisode 21 | Épisode 22 | Épisode 23 | Épisode 24  | Épisode 25 | Épisode 26         |
| ----- | -------- | --------- | --------- | --------- | --------- | --------- | --------- | --------- | --------- | ---------- | ---------- | ---------- | ---------- | ---------- | ---------- | ---------- | ---------- | ---------- | ---------- | ---------- | ---------- | ----------- | ---------- | ------------------ |
|       |          |           |           |           |           |           |           |           |           |            |            |            |            |            |            |            |            |            |            |            |            |             |            |                    |
| 1     | Hugo     | Sauvé     | Sauvé     | Immunisé  | Sauvé     | Immunisé  | Sauvé     | Sauvé     | Immunisé  | Sauvé      | Immunisé   | Immunisé   | Sauvé      | Sauvé      | Sauvé      | Nommé      | Nommé      | Sauvé      | Nommé      | Sauvé      | Sauvé      | Sauvé       | Sauvé      | Gagnant/Finaliste  |
| 2     | Berthe   | Sauvée    | Sauvée    | Sauvée    | Sauvée    | Sauvée    | Immunisée | Sauvée    | Sauvée    | Sauvée     | Sauvée     | Sauvée     | Sauvée     | Immunisée  | Sauvée     | Sauvée     | Sauvée     | Sauvée     | Sauvée     | Sauvée     | Immunisée  | Immunisée   | Sauvée     | Finaliste/Gagnante |
| 3     | Gontran  | Sauvé     | Sauvé     | Sauvé     | Sauvé     | Nommé     | Immunisé  | Sauvé     | Sauvé     | Sauvé      | Sauvé      | Éliminé    |            |            |            |            |            |            | Sauvé      | Sauvé      | Sauvé      | Disqualifié |            |                    |
| 4     | Audrey   |           |           |           |           |           |           |           |           |            |            | Immunisée  | Sauvée     | Immunisée  | Sauvée     | Immunisée  | Immunisée  | Sauvée     | Immunisée  | Sauvée     | Nommée     | Éliminée    |            |                    |
| 5     | Harold   | Sauvé     | Sauvé     | Immunisé  | Sauvé     | Sauvé     | Sauvé     | Sauvé     | Immunisé  | Sauvé      | Immunisé   | Immunisé   | Sauvé      | Sauvé      | Sauvé      | Sauvé      | Sauvé      | Sauvé      | Sauvé      | Sauvé      | Éliminé    |             |            |                    |
| 6     | Tania    | Sauvée    | Sauvée    | Nommée    | Sauvée    | Sauvée    | Immunisée | Sauvée    | Nommée    | Sauvée     | Sauvée     | Sauvée     | Sauvée     | Immunisée  | Sauvée     | Sauvée     | Sauvée     | Sauvée     | Éliminé    |            |            |             |            |                    |
| 7     | Justin   | Sauvé     | Sauvé     | Nommé     | Sauvé     | Sauvé     | Immunisé  | Sauvé     | Nommé     | Sauvé      | Nommé      | Sauvé      | Sauvé      | Immunisé   | Sauvé      | Sauvé      | Éliminé    |            |            |            |            |             |            |                    |
| 8     | Leshawna | Sauvée    | Nommée    | Immunisée | Sauvée    | Sauvée    | Sauvée    | Sauvée    | Immunisée | Sauvée     | Immunisée  | Immunisée  | Sauvée     | Nommée     | Sauvée     | Éliminée   |            |            |            |            |            |             |            |                    |
| 9     | Marilou  | Sauvée    | Sauvée    | Immunisée | Sauvée    | Sauvée    | Nommée    | Sauvée    | Immunisée | Sauvée     | Immunisée  | Immunisée  | Sauvée     | Éliminée   |            |            |            |            |            |            |            |             |            |                    |
| 10    | Édith    | Sauvée    | Sauvée    | Éliminée  |           |           | Immunisée | Sauvée    | Sauvée    | Sauvée     | Éliminée   |            |            |            |            |            |            |            |            |            |            |             |            |                    |
| 11    | DJ       | Sauvé     | Sauvé     | Immunisé  | Sauvé     | Sauvé     | Sauvé     | Sauvé     | Abandon   |            |            |            |            |            |            |            |            |            |            |            |            |             |            |                    |
| 12    | Joëlle   | Sauvée    | Sauvée    | Immunisée | Sauvée    | Sauvée    | Éliminé   |           |           |            |            |            |            |            |            |            |            |            |            |            |            |             |            |                    |
| 13    | Loïc     | Sauvé     | Sauvé     | Sauvé     | Sauvé     | Éliminé   |           |           |           |            |            |            |            |            |            |            |            |            |            |            |            |             |            |                    |
| 14    | Brigitte | Sauvée    | Éliminée  |           |           |           |           |           |           |            |            |            |            |            |            |            |            |            |            |            |            |             |            |                    |
| 15    | J.F.     | Sauvé     | Éliminé   |           |           |           |           |           |           |            |            |            |            |            |            |            |            |            |            |            |            |             |            |                    |

### Légende
Ce candidat est immunisé.
 Ce candidat est sauvé de l'élimination.
 Ce candidat est le dernier à être sauvé.
 Ce candidat est éliminé.
 Ce candidat est disqualifié.

### Bilan par épisode
| Épisode     | Diffusion         | Épreuves              |                  | Conseil   | Conseil |
| Épisode     | Diffusion         | Immunité              | Éliminé(s)       | Votes     |         |
| ----------- | ----------------- | --------------------- | ---------------- | --------- | ------- |
| 2e épisode  | 18 janvier 2009   | Loïc et Joëlle        | Brigitte et J.F. | 12-12-2-2 |         |
| 3e épisode  | 25 janvier 2009   | Malins Machinistes    | Édith            | 4-1-1     |         |
| 5e épisode  | 8 février 2009    | Malins Machinistes    | Loïc             | 4-1       |         |
| 7e épisode  | 5 avril 2009      | Régisseurs de l'enfer | Joëlle           | 4-2       |         |
| 9e épisode  | 19 avril 2009     | Malins Machinistes    | DJ               | /         |         |
| 11e épisode | 3 mai 2009        | Malins Machinistes    | Édith            | 3-2       |         |
| 13e épisode | 24 juin 2009      | Malins Machinistes    | Gontran          | 4-1       |         |
| 15e épisode | 17 septembre 2009 | Régisseurs de l'enfer | Marilou          | 3-1       |         |
| 17e épisode | 8 octobre 2009    | Audrey                | Leshawna         | 4-3       |         |
| 19e épisode | 5 novembre 2009   | Audrey                | Justin           | 5-1       |         |
| 21e épisode | 19 novembre 2009  | Audrey                | Tania            | 3-2-1     |         |
| 23e épisode | 26 novembre 2009  | Berthe                | Harold           | 3-1-1     |         |
| 24e épisode | 26 novembre 2009  | Berthe                | Audrey           | 2-1-1     |         |
| 24e épisode | 26 novembre 2009  | Berthe                | Gontran          | /         |         |
| FINALE      | FINALE            | FINALE                | GAGNANT          | GAGNANT   |         |
| 26e épisode | 10 décembre 2009  | Hugo et Berthe        | Hugo/Berthe      | 5-4-1     |         |

### Détails des votes
|             | Équipes initiales | Équipes initiales | Équipes initiales | Équipes initiales | Équipes initiales | Équipes initiales | Équipes initiales | Équipes initiales | Équipes initiales | Équipes initiales | Équipes initiales | Équipes initiales | Équipes initiales | Équipes initiales | Équipes initiales | Équipes initiales | Équipe réunifiée | Équipe réunifiée | Équipe réunifiée | Équipe réunifiée | Équipe réunifiée | Équipe réunifiée | Équipe réunifiée | Équipe réunifiée | Équipe réunifiée | Équipe réunifiée | Équipe réunifiée | Équipe réunifiée  | Équipe réunifiée | Équipe réunifiée | Équipe réunifiée | Équipe réunifiée | Équipe réunifiée | Équipe réunifiée | Équipe réunifiée |
| ----------- | ----------------- | ----------------- | ----------------- | ----------------- | ----------------- | ----------------- | ----------------- | ----------------- | ----------------- | ----------------- | ----------------- | ----------------- | ----------------- | ----------------- | ----------------- | ----------------- | ---------------- | ---------------- | ---------------- | ---------------- | ---------------- | ---------------- | ---------------- | ---------------- | ---------------- | ---------------- | ---------------- | ----------------- | ---------------- | ---------------- | ---------------- | ---------------- | ---------------- | ---------------- | ---------------- |
| ► Épisode   | 1                 | 2                 | 2                 | 3                 | 4                 | 5                 | 6                 | 7                 | 8                 | 9                 | 10                | 11                | 12                | 13                | 14                | 15                | 16               | 17               | 18               | 19               | 20               | 21               | 22               | 23               | 24               | 24               | 25               | 26                |                  |                  |                  |                  |                  |                  |                  |
| ► Éliminé   |                   | J.F.              | Brigitte          | Édith             |                   | Loïc              |                   | Joëlle            |                   | DJ                |                   | Édith             |                   | Gontran           |                   | Marilou           |                  | Leshawna         |                  | Justin           |                  | Tania            |                  | Harold           | Audrey           | Gontran          |                  | Berthe/Hugo       |                  |                  |                  |                  |                  |                  |                  |
| ► Votes     | 12/14             | 12/14             | 4/6               | 4/5               | 4/6               | 0                 | 3/5               | 1/5               | 3/4               | 4/7               | 5/6               | 3/6               | 3/5               | 2/4               | 0                 | 5/10              |                  |                  |                  |                  |                  |                  |                  |                  |                  |                  |                  |                   |                  |                  |                  |                  |                  |                  |                  |
| ▼ Candidats | Votes             | Votes             | Votes             | Votes             | Votes             | Votes             | Votes             | Votes             | Votes             | Votes             | Votes             | Votes             | Votes             | Votes             | Votes             | Votes             | Votes            | Votes            | Votes            | Votes            | Votes            | Votes            | Votes            | Votes            | Votes            | Votes            | Votes            | Votes             | Votes            | Votes            | Votes            | Votes            | Votes            | Votes            | Votes            |
| Hugo        |                   | J.F.              | Brigitte          |                   |                   |                   |                   | Marilou           |                   |                   |                   |                   |                   |                   |                   | Marilou           |                  | Leshawna         |                  | Justin           |                  | Tania            |                  | Harold           | Audrey           |                  |                  | Gangant/Deuxième  |                  |                  |                  |                  |                  |                  |                  |
| Berthe      |                   | J.F.              | Brigitte          | Édith             |                   | Loïc              |                   |                   |                   | Tania             |                   | Édith             |                   | Audrey            |                   |                   |                  | Hugo             |                  | Justin           |                  | Hugo             |                  | Audrey           | Audrey           |                  |                  | Deuxième/Gagnante |                  |                  |                  |                  |                  |                  |                  |
| Gontran     |                   | J.F.              | Brigitte          | Tania             |                   | Loïc              |                   |                   |                   | Tania             |                   | Justin            |                   | Audrey            |                   |                   |                  |                  |                  |                  |                  | Audrey           |                  | Harold           | Hugo             |                  |                  | Hugo              |                  |                  |                  |                  |                  |                  |                  |
| Audrey      |                   |                   |                   |                   |                   |                   |                   |                   |                   |                   |                   |                   |                   | Gontran           |                   |                   |                  | Leshawna         |                  | Justin           |                  | Tania            |                  | Harold           | Gontran          |                  |                  | Hugo              |                  |                  |                  |                  |                  |                  |                  |
| Harold      |                   | J.F.              | Brigitte          |                   |                   |                   |                   | Joëlle            |                   |                   |                   |                   |                   |                   |                   | Marilou           |                  | Leshawna         |                  | Justin           |                  | Hugo             |                  | Gontran          |                  |                  |                  | Berthe            |                  |                  |                  |                  |                  |                  |                  |
| Tania       |                   | J.F.              | Brigitte          | Édith             |                   | Loïc              |                   |                   |                   | Justin            |                   | Édith             |                   | Audrey            |                   |                   |                  | Hugo             |                  | Justin           |                  | Tania            |                  |                  |                  |                  |                  | Berthe            |                  |                  |                  |                  |                  |                  |                  |
| Justin      |                   | J.F.              | Brigitte          | Édith             |                   | LoÏc              |                   |                   |                   | Tania             |                   | Édith             |                   | Audrey            |                   |                   |                  | Leshawna         |                  | Hugo             |                  |                  |                  |                  |                  |                  |                  | Berthe            |                  |                  |                  |                  |                  |                  |                  |
| Leshawna    |                   | J.F.              | Brigitte          |                   |                   |                   |                   | Joëlle            |                   |                   |                   |                   |                   |                   |                   | Marilou           |                  | Hugo             |                  |                  |                  |                  |                  |                  |                  |                  |                  | Berthe            |                  |                  |                  |                  |                  |                  |                  |
| Marilou     |                   | J.F.              | Brigitte          |                   |                   |                   |                   | Joëlle            |                   |                   |                   |                   |                   |                   |                   | Leshawna          |                  |                  |                  |                  |                  |                  |                  |                  |                  |                  |                  | Hugo              |                  |                  |                  |                  |                  |                  |                  |
| Édith       |                   | J.F.              | Brigitte          | Justin            |                   |                   |                   |                   |                   | Tania             |                   | Justin            |                   |                   |                   |                   |                  |                  |                  |                  |                  |                  |                  |                  |                  |                  |                  | Édith             |                  |                  |                  |                  |                  |                  |                  |
| DJ          |                   | J.F.              | Brigitte          |                   |                   |                   |                   | Marilou           |                   |                   |                   |                   |                   |                   |                   |                   |                  |                  |                  |                  |                  |                  |                  |                  |                  |                  |                  | Berthe            |                  |                  |                  |                  |                  |                  |                  |
| Joëlle      |                   | J.F.              | Brigitte          |                   |                   |                   |                   | Joëlle            |                   |                   |                   |                   |                   |                   |                   |                   |                  |                  |                  |                  |                  |                  |                  |                  |                  |                  |                  | Hugo              |                  |                  |                  |                  |                  |                  |                  |
| Loïc        |                   | J.F.              | Brigitte          | Édith             |                   | Gontran           |                   |                   |                   |                   |                   |                   |                   |                   |                   |                   |                  |                  |                  |                  |                  |                  |                  |                  |                  |                  |                  | Berthe            |                  |                  |                  |                  |                  |                  |                  |
| Brigitte    |                   | Marilou           | Leshawna          |                   |                   |                   |                   |                   |                   |                   |                   |                   |                   |                   |                   |                   |                  |                  |                  |                  |                  |                  |                  |                  |                  |                  |                  |                   |                  |                  |                  |                  |                  |                  |                  |
| JF          |                   | Marilou           | Leshawna          |                   |                   |                   |                   |                   |                   |                   |                   |                   |                   |                   |                   |                   |                  |                  |                  |                  |                  |                  |                  |                  |                  |                  |                  |                   |                  |                  |                  |                  |                  |                  |                  |